# 书铺街
书铺街包括前书铺街和后书铺街，位于中国江西省抚州市金溪县浒湾镇，是明清时期著名的木刻印书中心，铺栈、书店、作坊鳞次栉比，称为“江西版”。1942年，书铺街的四分之三毁于日军战火。古老的石板街和沿街大量古建筑保存至今 。
前书铺街和后书铺街均为东西走向，大致平行，前书铺街长240米，后书铺街长170米，宽约3米。前书铺街拱门题字“藉著中华”，后书铺街拱门题字“藻丽嫏嬛”。前街口洗墨池会仙桥头碑，立于1782年，题字“聚墨”和“流芳百世”。“严禁淫词小说禁书碑”位于前书铺街与粑陵桥巷交汇处，立于同治十一年（1872年）四月，高4尺，列举二百多种禁书书名，包括《水浒》、《金瓶梅》、《西厢记》、《牡丹亭》、《红楼梦》等。
前书铺街“藉著中华”拱门和“聚墨”、“禁书”两碑，已毁于文化大革命。
2013年，书铺街新建的门楼及景观桥竣工，门楼采用传统的榫铆方式构造，雕有“藉著中华”四个大字。长45米，高19米，为江西之最，被称为“江西第一牌坊”。